# 赤水镇 (漳平市)
赤水镇，是中华人民共和国福建省龙岩市漳平市下辖的一个乡镇级行政单位。

## 行政区划
赤水镇下辖以下地区：
樟东社区、赤水村、田头村、香寮村、岭兜村、大坑村、安坑村、罗坑村、黄山村和石寮村。

## 中国传统村落
2013年8月，香寮村被评为第二批中国传统村落。